# NGC 2313
NGC 2313 é uma nebulosa na direção da constelação de Monoceros. O objeto foi descoberto pelo astrônomo Heinrich d'Arrest em 1862, usando um telescópio refrator com abertura de 11 polegadas. 